# Snowshoe
El snowshoe es una raza de gato, relativamente nueva, y originada en los Estados Unidos de América.

## Historia
El snowshoe fue visto por primera vez en la década del 60 en Filadelfia, cuando la criadora de gatos siameses Dorothy Hinds-Daugherty obtuvo crías con este patrón de color. En ese momento, esta criadora comenzó a promover y difundir la raza. Luego, Vikki Olander prosiguió con esta tarea, quien buscó el reconocimiento del snowshoe como raza por parte de las asociaciones de gatos. En 1993 el snowshoe fue aceptado por TICA (The International Cat Association).

## Origen de la raza
Esta especie felina fue producto del cruce entre gatos siameses (Gato siamés tradicional) y british shorthairs, o americanos de pelo corto (American shorthair).

## Descripción general

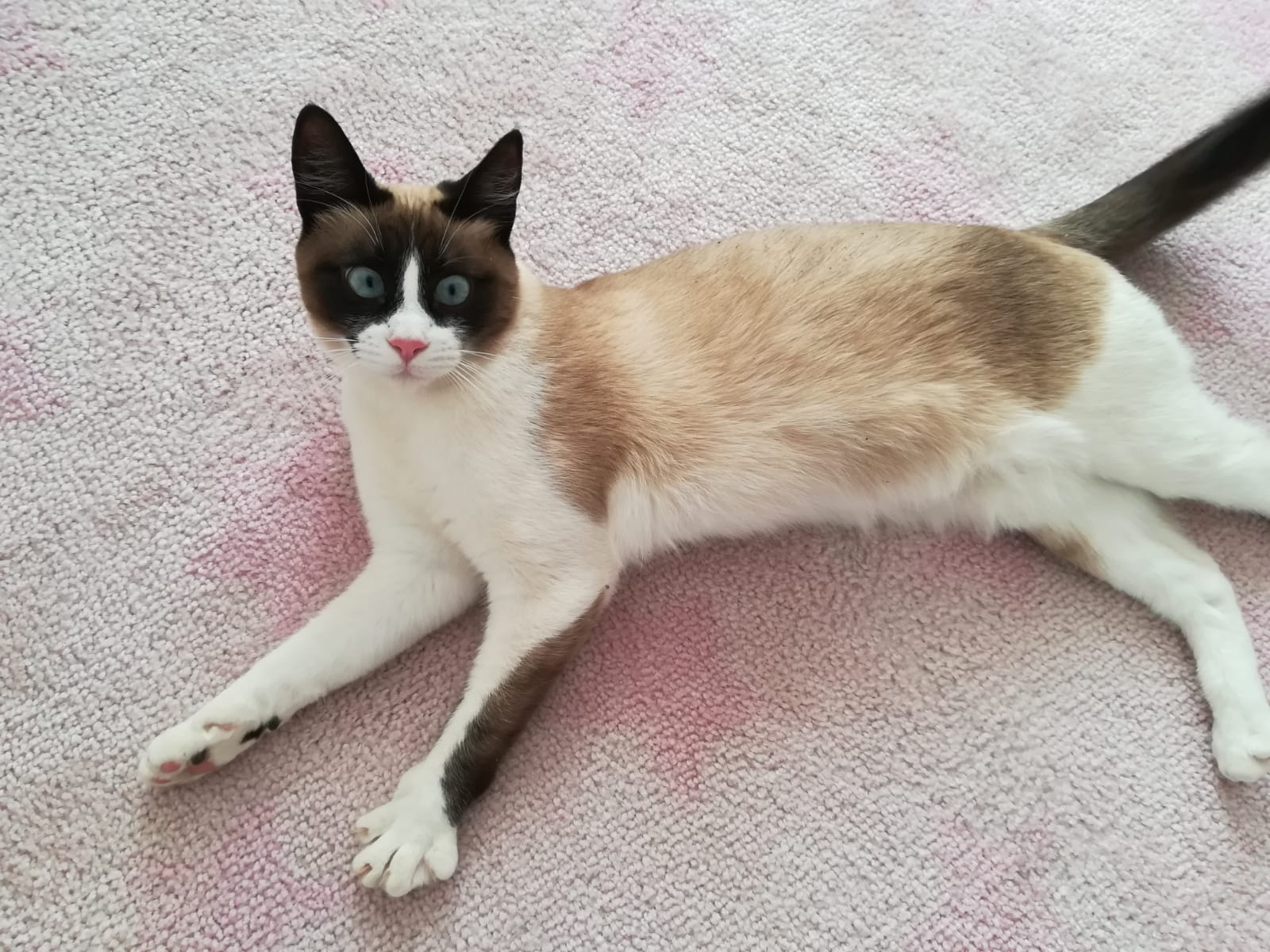
Cachorro hembra de raza snowshoe de ocho meses de edad.

El snowshoe es un gato de pelo corto, de tamaño mediano, con buena musculatura. El pelaje tiene el mismo patrón de color que el del siamés, pero se distingue por sus cuatro "botitas blancas" en sus patas, que dan origen a su denominación. También presenta una "V" invertida en su rostro, de color blanca. Se oscurecen con el transcurso de los años, y el lomo suele tornarse de un tono marrón chocolate. La cabeza puede ser tanto triangular, como redondeada (applehead). Los ojos son azules.

## Descripción del estándar
Estándar del snowshoe:
- General: el snowshoe es un gato de tamaño mediano, que combina características de sus ancestros shorthairs y orientales (como el siamés).
- Cuerpo: largo y firme, pero no en extremo. De tamaño, huesos y musculatura medianos.
- Cabeza: de forma de cuña, con contornos redondeados. Hocico de buena longitud, pómulos elevados con suaves contornos, mentón firme.
- Orejas: de tamaño medio a medio grande, en proporción al cuerpo; amplias en la base, ligeramente redondeadas.
- Ojos: de forma ovalada, con mayor longitud que profundidad, levemente inclinados hacia la base de las orejas. Los ojos son de color azul, brillantes y expresivos.
- Cola: mediana, de longitud en proporción al cuerpo.
- Pelaje: corto a medio corto; sin subcapa, de textura suave.
- Colores: blue point y seal point
- Descalificaciones: pelaje largo, colores de ojos que no sean azul, patrón blanco que oculte los puntos de color. Debe tener las “botitas blancas” en cada una de sus patas.
- Cruzas permitidas: con siameses y americanos de pelo corto.

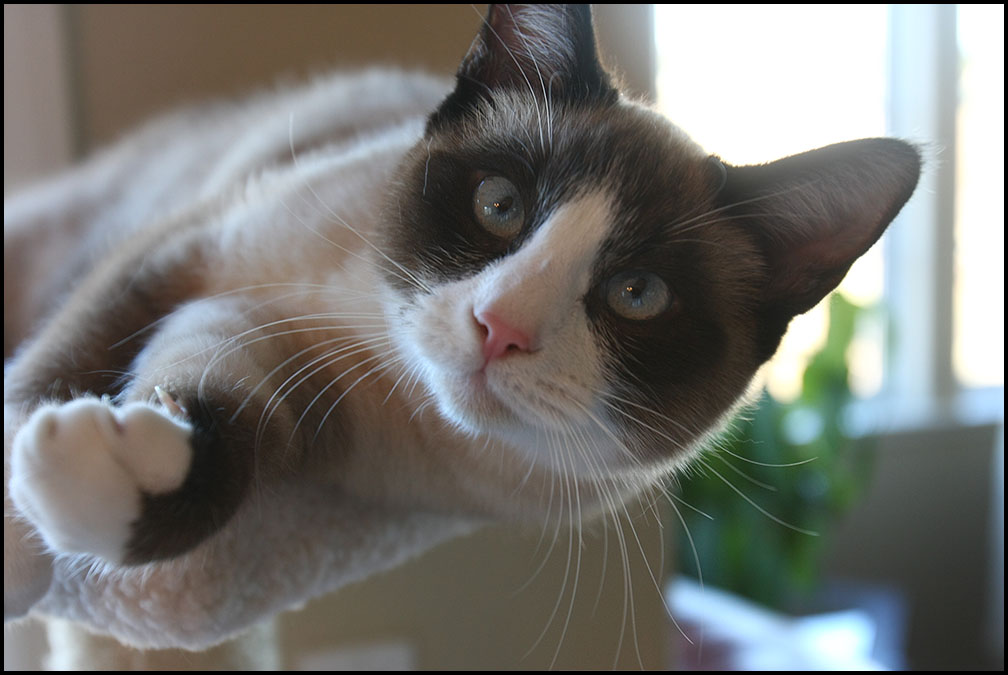
Se pueden observar las garras blancas y la "V" invertida en el rostro

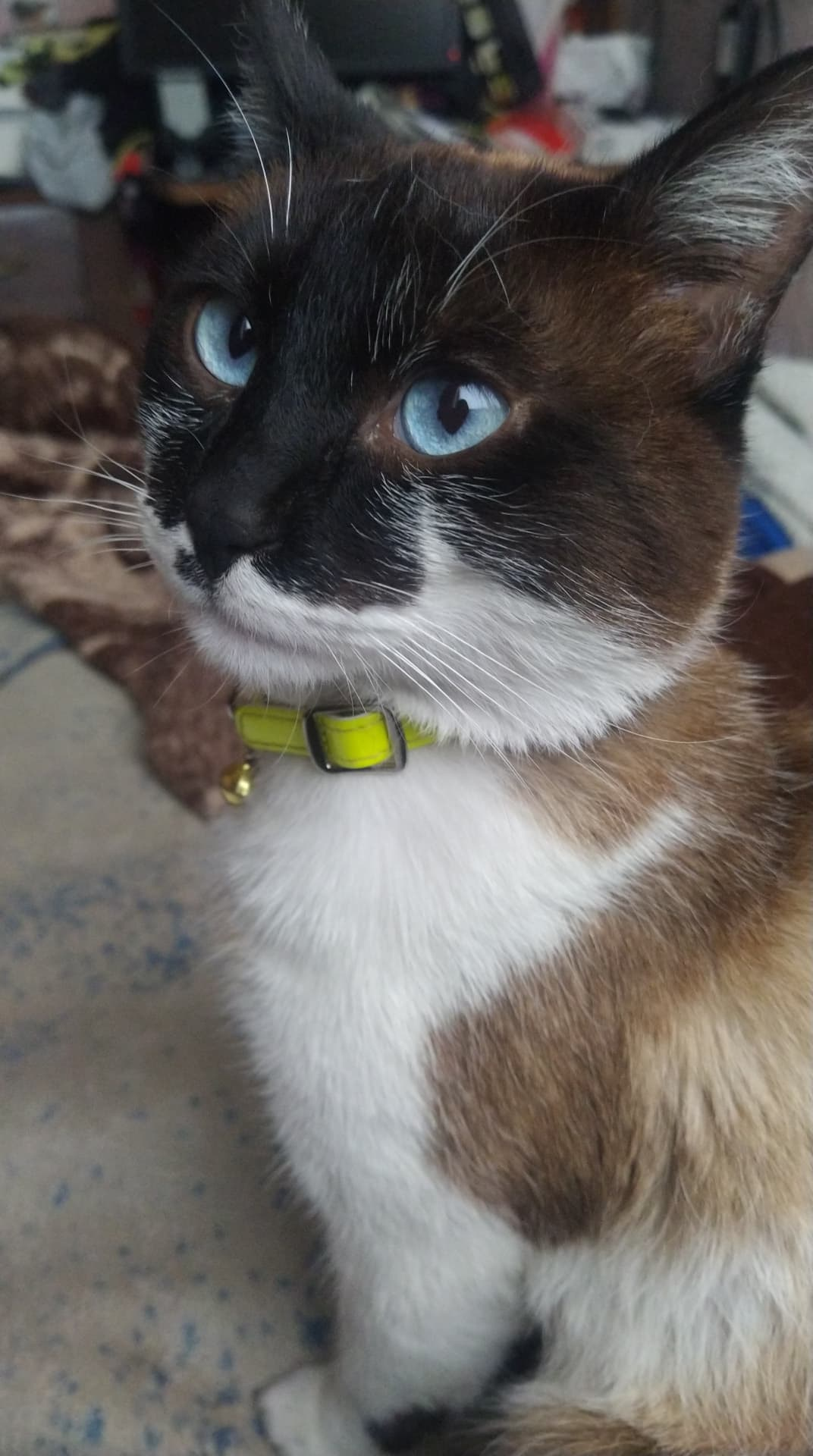
ojos azules

## Carácter y personalidad
Esta raza se caracteriza por ser enérgica, emiten fuertes maullidos que a veces suelen incomodar a su dueño, es una raza juguetona, inteligente, sociable, demandante y cariñosa aunque en algunas ocasiones los machos son muy territoriales.
La Dra.Rosas define al gato snowshoe como un gato fiel, social y tranquilo, el cual disfruta mucho de sus horas de siesta. Es un gato el cual se adapta fácilmente a vivir dentro del hogar. Sin tendencia a ser destructivo. Refiere que esta raza llega a ser tan tranquila que muchas veces no se siente que hay un gato en el hogar.